# Gordon H. Pirie
Sir Gordon Hamish Martin Pirie (* 10. Februar 1918 in Oxford; † 23. Juli 2003) war ein britischer Politiker.
Piries Familie wanderte nach dem Ende des Ersten Weltkriegs nach Kenia aus, wo sein Vater eine Rinderfarm und eine Pferdezucht aufbaute. 1926 kehrte er nach England zurück, um als King’s scholar das Eton College zu besuchen. 1938 trat er ins RAF College Cranwell ein und wurde zum Kampfpiloten ausgebildet.
Während des Zweiten Weltkriegs diente er zunächst als Flieger in der 201 Squadron in Sullom Voe auf den Shetlandinseln und flog Missionen gegen deutsche U-Boote im Atlantik. Später wurde er nach Neuseeland versetzt. Dort baute er zunächst ein Schulungszentrum für die Royal Air Force auf und wurde später Director of Operations für den Pazifik im Kampf gegen Japan. 1946 schied er im Rang eines Group Captains aus der Armee aus und wurde für seine Verdienste zum Commander des Order of the British Empire ernannt.
Nach dem Krieg engagierte sich Pirie vor allem in der Londoner Lokalpolitik: 1949 wurde er für die Conservative Party Ratsherr der City of Westminster für den Wahlbezirk Covent Garden. Im Stadtrat war er zunächst für Wohnungsbau und Straßenbau zuständig. Der Versuch, im Wahlkreis Dundee West für die National Liberal Party ein Mandat im Unterhaus zu erringen, scheiterte 1955. 1959/1960 war Pirie Bürgermeister (Mayor) von Westminster, im Anschluss bis 1969 Vorsitzender des Stadtrats. 1974/75 amtierte er erneut als Bürgermeister (Lord Mayor) und zog sich 1982 aus dem Stadtrat zurück.
Als Lokalpolitiker war Pirie auch auf der europäischen Ebene engagiert: Von 1966 bis 1982 war er Mitglied der britischen Delegation in der Konferenz der Gemeinden und Regionen des Europarates. Dort amtierte er mehrmals als Vizepräsident und war von 1978 bis 1980 Präsident dieser Institution.
Pirie vereinigte im öffentlichen Leben Londos zahlreiche Ämter und Funktionen auf sich: U. a. war er von 1962 bis 1994 Governor der Westminster School, von 1965 bis 1992 Mitglied des Verwaltungsrats der Royal Albert Hall, Friedensrichter und seit 1962 Deputy Lieutenant für den County of London sowie seit 1978 Deputy High Bailiff von Westminster. Darüber hinaus engagierte er sich bei verschiedenen Organisationen im Umfeld der Royal Air Force.
1969 wurde Pirie als Knight of Justice in den Order of Saint John aufgenommen und war bis 1975 Commander der St John Ambulance, die der deutschen Johanniter-Unfall-Hilfe entspricht. Im Anschluss daran war er bis 1985 Vorsitzender des St John Councils für London.
1984 wurde Pirie von Königin Elisabeth II. zum Knight Bachelor („Sir“) geschlagen und 1987 als Commander in den Royal Victorian Order aufgenommen.